# Aajkaal
Aajkaal (en de avondeditie Sandhya Aajkaal) is een Bengaalstalige krant, uitgegeven in Kolkata, India.
Het is een linksgeoriënteerde krant. Het dagblad werd in 1981 opgericht door Abhik Kumar Ghosh, de eerste hoofdredacteur was toen de legendarische journalist Gour Kishore Ghosh. De huidige hoofdredacteur (2012) is Ashok Dasgupta. Naast aandacht voor de politiek, besteedt de krant ook veel aandacht aan sport. De broadsheet is eigendom van Aajkaal Publishers Pvt. Ltd.